# Hydaticus mexaformis
Hydaticus mexaformis är en skalbaggsart som beskrevs av Wewalka 1979. Hydaticus mexaformis ingår i släktet Hydaticus och familjen dykare. Inga underarter finns listade i Catalogue of Life.